# Teuchophorus bipilosus
Teuchophorus bipilosus är en tvåvingeart som beskrevs av Becker 1908. Teuchophorus bipilosus ingår i släktet Teuchophorus och familjen styltflugor. Inga underarter finns listade i Catalogue of Life.